# Юльяновка (Житомирская область)
Юльяновка (укр. Юлянівка) — село на Украине, находится в Пулинском районе Житомирской области.
Код КОАТУУ — 1825486205. Население по переписи 2001 года составляет 232 человека. Почтовый индекс — 12043. Телефонный код — 4131. Занимает площадь 1,389 км².

## Адрес местного совета
12022, Житомирская область, Пулинский р-н, с. Ялыновка, ул. Первого Мая, 1